# Štefanov nad Oravou
Štefanov nad Oravou ist eine Gemeinde im Norden der Slowakei mit 700 Einwohnern (Stand 31. Dezember 2024), die zum Okres Tvrdošín, einem Teil des Žilinský kraj, gehört und zur traditionellen Landschaft Orava zählt.

## Geographie

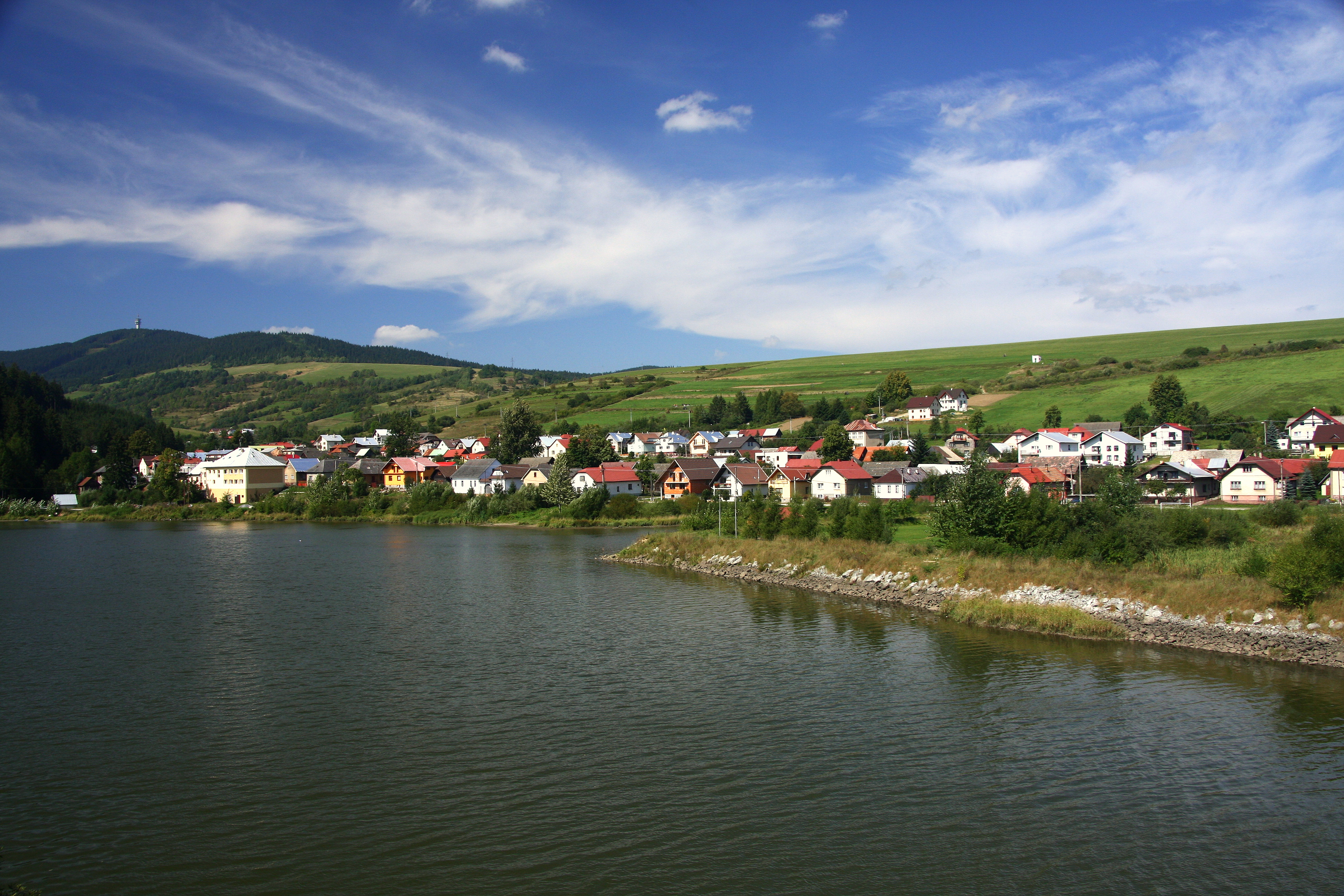
Štefanov nad Oravou

Die Gemeinde befindet sich am Osthang des Gebirges Oravská Magura in einem Seitental der Orava (deutsch Arwa), zwischen dem größeren Orava-Stausee nördlich und dem kleineren Tvrdošín-Stausee südlich der Gemeinde. Das Ortszentrum liegt auf einer Höhe von 570 m n.m. und ist viereinhalb Kilometer von Tvrdošín entfernt.
Nachbargemeinden sind Trstená (Stadtteil Ústie nad Priehradou) im Norden und Osten, Tvrdošín (eigentliche Stadt und Stadtteil Medvedzie) im Süden und Vavrečka im Westen.

## Geschichte
Die heutige Gemeinde entstand 1968 durch Zusammenschluss von Dolný Štefanov (bis 1948 „Dolný Štepanov“; ungarisch Alsóstepanó) und Horný Štefanov (bis 1948 „Horný Štepanov“; ungarisch Felsőstepanó). Dazu gehört zur Gemeinde auch der nach 1882 in Dolný Štefanov eingemeindete Ort Lavkovo, der 1953 im Orava-Stausee verschwand.
Der ursprüngliche Ort entstand in der zweiten Hälfte des 14. Jahrhunderts und wurde zum ersten Mal 1355 als Chepanopataka schriftlich erwähnt. Im 15. Jahrhundert gehörte das Dorf zum Grundbesitz des Geschlechts Kubínyi. Der Ort Horný Štefanov ging aus der Teilung von Štefanov im Jahr 1593 hervor und trug damals den Namen Felso Stepanowo. Wegen der Kuruzenaufstände kam es im 17. Jahrhundert zu Verwüstungen. 1828 zählte man in Dolný Štefanov 56 Häuser und 331 Einwohner, in Horný Štefanov 61 Häuser und 366 Einwohner, die überwiegend als Landwirte beschäftigt waren.
Bis 1918 gehörten die im Komitat Arwa liegenden Orte zum Königreich Ungarn und kamen danach zur Tschechoslowakei beziehungsweise heute Slowakei. In der Zeit der ersten tschechoslowakischen Republik waren die Einwohner auch als Weber und Zimmerleute bekannt.
Frei übersetzt bedeutet der Gemeindename „Stephansdorf an der Arwa“.

## Bevölkerung
| Jahr                | 1994 | 2004    | 2014     | 2024    |
| ------------------- | ---- | ------- | -------- | ------- |
| Anzahl der Personen | 553  | 599     | 670      | 700     |
| Unterschied         |      | +8,31 % | +11,85 % | +4,47 % |

| Jahr                | 2023 | 2024    |
| ------------------- | ---- | ------- |
| Anzahl der Personen | 696  | 700     |
| Unterschied         |      | +0,57 % |

Nach der Volkszählung 2011 wohnten in Štefanov nad Oravou 660 Einwohner, davon 658 Slowaken und zwei Tschechen.
648 Einwohner bekannten sich zur römisch-katholischen Kirche. 10 Einwohner waren konfessionslos und bei zwei Einwohnern wurde die Konfession nicht ermittelt.